# I Just Wanna Live
"I Just Wanna Live" (у преводу Само желим да живим) је сигнл рок бенда Good Charlotte који је издат 2005. године.